# Nermin Crnkić
Nermin Crnkić (31. srpna 1992 – 5. srpna 2023) byl bosenský fotbalový záložník, od roku 2018 hráč klubu Tuzla City. V zahraničí působil v USA, Švédsku, Česku, Slovensku a v Německu. Měl bosenské i americké občanství.

## Klubová kariéra
Narodil se v Bosně a Hercegovině, ale kvůli válce s rodinou zemi záhy opustil a přes Německo se dostal do USA. Zde začal později hrát na profesionální úrovni za klub Michigan Bucks. V létě 2011 zamířil z Michiganu Bucks do švédského celku Sandvikens IF hrajícího Division 2 (čtvrtá švédská liga).

### FK Baumit Jablonec
V létě 2013 přestoupil do FK Baumit Jablonec, kde hrál nejprve za juniorský tým. Následně odešel hostovat do Znojma. V prosinci 2013 prodloužil s týmem kontrakt do 31. 12. 2015. V zimě se vrátil z hostování do Jablonce, ale pro jarní část sezony 2013/14 opět působil ve Znojmě. V létě 2014 se vrátil svého mateřského klubu a v jeho barvách hrál Synot ligu.

### 1. SC Znojmo (hostování)
V září 2013 odešel na hostování do 1. SC Znojmo. Premiéru v 1. české lize zažil 16. září v Brně (kde Znojmo hrálo pro sezónu 2013/14 své domácí zápasy kvůli nezpůsobilému domácímu stadionu) proti Spartě Praha. Dostal se na hřiště ve 40. minutě, kdy vystřídal Václava Vašíčka. Znojmo podlehlo favorizovanému pražskému týmu 0:2. Premiérový gól v 1. české lize vstřelil 29. listopadu 2013 v dresu Znojma v utkání proti domácímu týmu FK Teplice (výhra 3:1).

### ŠK Slovan Bratislava
V únoru 2016 přišel jako volný hráč (zadarmo) do slovenského klubu ŠK Slovan Bratislava. Dostal číslo dresu 17.

### FK Sarajevo
V létě 2016 odešel po vypršení smlouvy se Slovanem do bosenského klubu FK Sarajevo.

## Úmrtí
Zemřel 5. srpna 2023 ve Spojených státech amerických ve věku 30 let. Příčinou úmrtí je infarkt myokardu.